# Půlnoční trolejbus
Půlnoční trolejbus (2012), DVD záznam z koncertu s písněmi ruských klasiků Vladimíra Vysockého a Bulata Okudžavy, je Nohavicovým vánočním dárkem posluchačům.
Záznam pochází z koncertu 24. října 2012 v Ruském středisku vědy a kultury v Praze. DVD je volně ke stažení pro domácí použití jako jeden soubor – obraz DVD (ISO) o velikosti cca 3,5 GB (protokol BitTorrent). Víta Hinčicu z Cs-dopravak.cz zaujal Nohavicův vztah k trolejbusům.

## Seznam skladeb
Autorem hudby a textu úvodní skladby Píseň pro V. V. (1986 nebo 1987) je Jaromír Nohavica (tato píseň poprvé vyšla na EP Písně pro V. V. u Pantonu roku 1988). Všechny ostatní písně složil Bulat Okudžava (3, 5, 7, 10, 12, 13, 17-18), nebo Vladimír Vysocký (2, 4, 6, 8, 9, 11, 14-16). Autory českých textů jsou Milan Dvořák (14, 16) a Jaromír Nohavica (1–13, 15, 17–18).
| Pořadí | Název                       | Délka |
| ------ | --------------------------- | ----- |
| 1.     | Píseň pro V. V.             |       |
| 2.     | Píseň o příteli             | 2:39  |
| 3.     | Píšu historický román       |       |
| 4.     | Vězeňská                    |       |
| 5.     | Před sochou Puškina         |       |
| 6.     | Píseň o převtělování        |       |
| 7.     | Bitevní plátno              |       |
| 8.     | On nevrátil se boje         |       |
| 9.     | Ranní rozcvička             |       |
| 10.    | Setkání s A. S. Puškinem    |       |
| 11.    | Vrchol                      |       |
| 12.    | Úvěr času                   |       |
| 13.    | Černý kocour                |       |
| 14.    | Pravda a Lež                |       |
| 15.    | Ten kdo přede mnou s ní žil |       |
| 16.    | Dialog u televizoru         |       |
| 17.    | Loučení s Polskem           |       |
| 18.    | Půlnoční trolejbus          |       |

## Obsazení
- Jaromír Nohavica – zpěv a kytara

Host
- Robert Kuśmierski – akordeon